# Elisabeth
 "Lisa" omdirigeres hertil. For den danske spillefilm, se Lisa (film).
Elisabeth er et pigenavn, der stammer fra hebraisk Elisheba, som betyder "Gud er fuldkommenhed", "Guds løfte" eller "Gud har svoret". Navnet findes i en række nærtbeslægtede varianter, herunder Elisabet, Elisabetta og Elizabeth. I Danmark findes omkring 8.000 personer med et af disse navne ifølge Danmarks Statistik.
Udover de nævnte varianter findes også i en række andre former, herunder Elsebeth, Lisbeth, Elise, Else, Lise og Lis.
Navnedag er 17. november efter Elisabeth af Thüringen (1207-31), en ungarsk prinsesse, der er katolsk helgen siden 1235.

## Kendte personer med navnet

### Bibelske personer
- Elisheba, Arons hustru
- Elisabet, Johannes Døberens mor

### Kongelige
- Elisabeth, dansk prinsesse datter af arveprins Knud.
- Elisabeth af Habsburg, dansk dronning til Christian 2.
- Elisabeth Helene von Vieregg, dansk grevinde og Frederik 4.'s hustru til venstre hånd.
- Elizabeth 1. og Elizabeth 2., britiske regerende dronninger.
- Elisabeth, russisk kejserinde.
- Elisabeth, østrig-ungarsk kejserinde.

### Øvrige
- Elizabeth Arden, canadisk forretningskvinde i kosmetikbranchen.
- Elisabeth Arnold, dansk tidligere folketingspolitiker.
- Elisabeth baronesse Reedtz-Thott
- Elizabeth Báthory, en berygtet, ungarsk grevinde og morder
- Elisabeth Bergstrand Poulsen, svensk/dansk forfatter og maler.
- Elisabeth Boisen, dansk lærer og komponist.
- Elizabeth Craig, britisk kok og madskribent.
- Elisabeth Damkiær, dansk animator.
- Elisabeth Dons, dansk mezzosopran.
- Elisabeth Edberg, dansk sanger.
- Elisabeth Geday, dansk folketingspolitiker.
- Elizabeth George, amerikansk forfatter.
- Ida Elisabeth Hammerich, dansk oversætter.
- Elisabeth Hilmo, tidligere norsk håndboldspiller.
- Elizabeth Hurley, engelsk skuespiller.
- Elisabeth Jerichau Baumann, polsk/dansk maler og forfatter.
- Elisabeth Gjerluff Nielsen, dansk musiker og forfatter.
- Andrea Elisabeth Rudolph, dansk radio- og tv-vært.
- Elisabeth Rygaard, dansk filminstruktør og forfatter.
- Élisabeth Vigée-Le Brun, fransk maler.
- Elisabeth Schwartzkopf, tysk-østrigsk sopran.
- Elizabeth Taylor, amerikansk skuespiller.
- Elisabeth Tornøe, dansk maler.

## Navnet anvendt i fiktion
- Elizabeth Bennet er en af hovedpersonerne i Jane Austens roman Stolthed og fordom.
- Elizabeth Swann er en figur i filmserien Pirates of the Caribbean, spillet af Keira Knightley.